# Fritz Haber

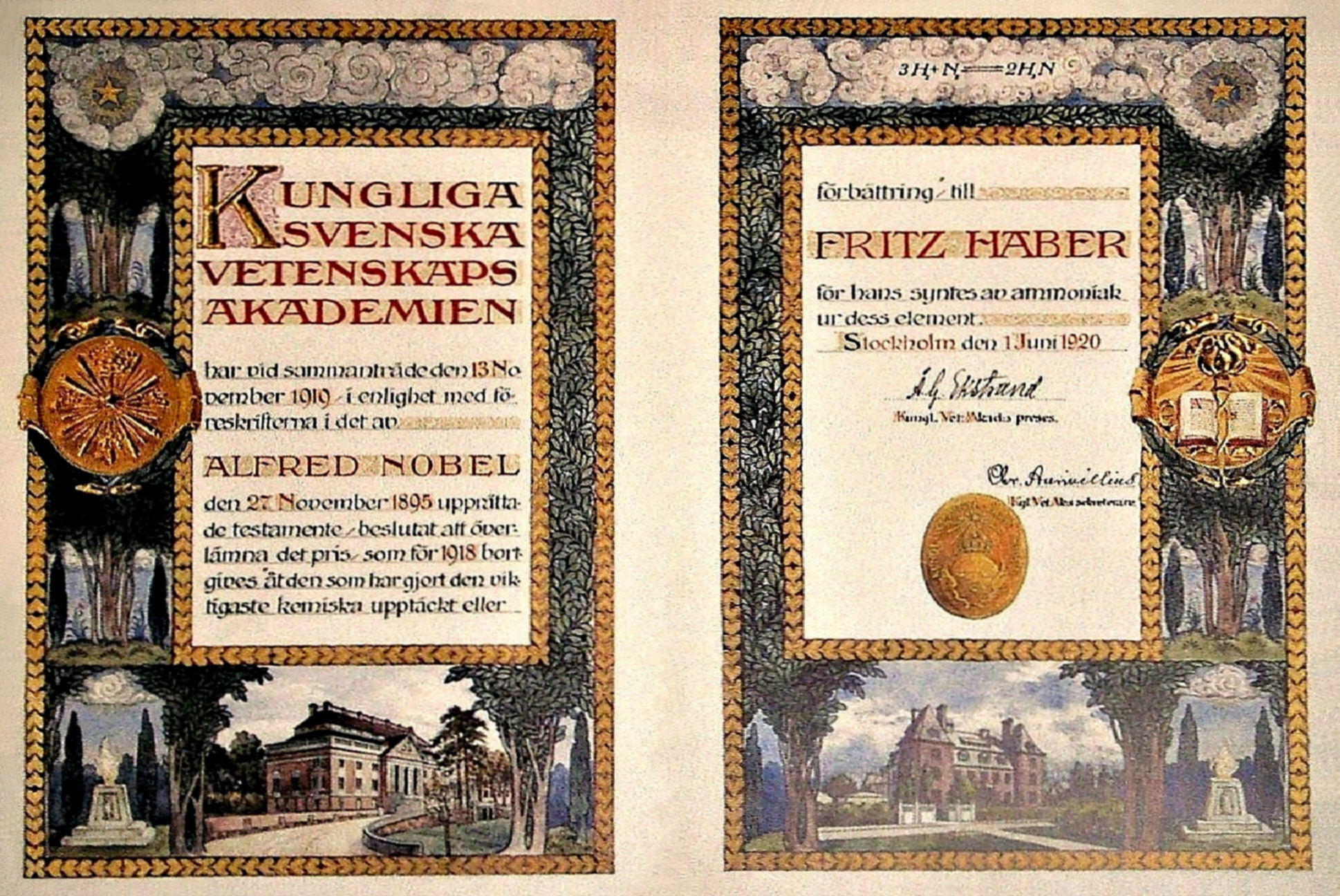
Il diploma del premio Nobel conservato al museo dell'Università di Breslavia

Fritz Haber (Breslavia, 9 dicembre 1868 – Basilea, 29 gennaio 1934) è stato un chimico tedesco, che ottenne il Premio Nobel per la sintesi dell'ammoniaca. Viene anche tristemente ricordato come il padre del famigerato Zyklon B, che venne utilizzato in diversi campi di sterminio durante la Seconda Guerra Mondiale. È anche considerato il padre delle armi chimiche.

## Biografia
Figlio di un consigliere ebreo, all'età di 24 anni si convertì al cristianesimo. Fra il 1886 e il 1891 studiò all'Università di Heidelberg sotto la direzione di Robert Bunsen. In seguito fu attivo all'Università di Berlino nel gruppo di August Wilhelm von Hofmann e infine all'Università Tecnica (Technische Universität)  di Charlottenburg con Carl Liebermann. Prima di cominciare la sua carriera accademica, lavorò nell'impresa chimica del padre e al Politecnico federale di Zurigo con Georg Lunge. Si trasferì a Karlsruhe e nel periodo fra il 1894 e il 1911 sviluppò assieme a Carl Bosch il processo di sintesi dell'ammoniaca ad alta temperatura e pressione, a partire da idrogeno e azoto con ferro come catalizzatore (in seguito noto come processo Haber-Bosch), che gli fece vincere il premio Nobel per la chimica nel 1918 con la motivazione "per la sintesi dell'ammoniaca dai suoi elementi". Nel 1911 diventò direttore della Società Kaiser Wilhelm. Nel 1901 Haber sposò Clara Immerwahr, prima donna laureata in chimica in Germania, che aveva incontrato durante il periodo dell'università, con la quale ebbe un figlio, Hermann Haber, l'anno seguente.
Haber salutò con entusiasmo la prima guerra mondiale, unendosi ad altri 92 intellettuali tedeschi nel firmare il Manifesto dei Novantatré nell'ottobre 1914. Allo scoppio della guerra si arruolò volontario nell'esercito e fu consulente scientifico presso il Ministero della Guerra, con a capo il maggiore generale Erich von Falkenhayn, per la ricerca sulla produzione di esplosivi e lo sviluppo di nuovi processi produttivi come la sintesi di sostituti di importanti materie prime, la cosiddetta guerra chimica, come il salnitro, le cui importazioni dal Cile erano state fermate dal blocco navale inglese. Haber convinse lo stato maggiore a impiegare gas tossici nonostante la proscrizione del loro uso, secondo la convenzione dell'Aja, di cui la Germania era firmataria. Falkenhayn fu d'accordo sull'uso dei gas. Sotto la sua direzione fu creata nel 1915 la prima unità di Gastruppe, inquadrata nei Reggimenti Pionieri N. 35 e N. 36; nell'unità militavano tra gli altri James Franck, Otto Hahn, Gustav Hertz, Wilhelm Westphal, Erwin Madelung e Hans Wilhelm Geiger.
Le ricerche di Haber hanno reso possibile l'uso dei gas tossici cloro e fosgene come armi di distruzione di massa, durante la prima guerra mondiale. In origine lo scienziato volle sviluppare un gas irritante, sparato dentro a un proiettile esplosivo. Nel mese di dicembre 1914 Haber trovò una sostanza che avrebbe reso permanentemente inabili le persone colpite. Dirigente del comando supremo per la ricerca sul cloro, che doveva essere sparato nei proiettili contro il nemico, Haber sosteneva che l'arma dei gas avesse un valore tattico, poiché bloccava i movimenti della truppa, abbreviando la guerra stessa e quindi salvando vite umane. I tedeschi impiegarono i gas per la prima volta contro i russi nel 1915, utilizzando proiettili d'artiglieria shrapnel misti a gas, di fabbricazione Krupp, ma non ottennero un effetto decisivo.
Dal febbraio 1915 Haber supervisionò personalmente i preparativi per l'attacco di gas tossico vicino alla città belga di Ypres. Egli stesso scelse i luoghi in cui le bombole del gas avrebbero dovuto essere collocate. Il 22 aprile 1915 alle 18 furono liberate da 5 730 bombole piazzate lungo 6 km di fronte, da Steenstraat, attraverso Langemark fino a Poekappelle, 150 tonnellate di gas cloro, prodotto dalle industrie chimiche tedesche, la Badische Anilin-und Soda Fabrik (1865-1925), che nel 1925 fu una delle tre cofondatrici della IG Farben, insieme alla Bayer e alla Hoechst. Le altre industrie chimiche associate dell'epoca sono Henkel, Cassella, Chemische Fabrik Kalle, Chemische Fabrik Griesheim-Elektron e Chemische Fabrik vorm. Weiler-ter Meer. I gas venivano liberati secondo il cosiddetto processo di soffiaggio di Haber. Furono colpiti due battaglioni di algerini inesperti e sette compagnie di volontari della riserva (Territorial Force) alla prima esperienza sul fronte. Nei primi 10 minuti morirono 5 000 uomini Il 25 aprile, il vento fu favorevole per usare altri 18 000 cilindri contro truppe canadesi.
Alla fine della guerra i soldati russi ebbero 419 000 vittime a causa dei gas, la Germania ebbe 200 000 soldati morti, la Francia 190 000 morti e l'Austria-Ungheria 100 000 morti. I soldati statunitensi deceduti a causa dei gas furono quasi 73 000, mentre gli italiani ne ebbero 60 000. Per questi meriti Fritz Haber fu promosso col grado di capitano dell'esercito, e da allora la costante di Haber indica la dose minima di gas fatale per l'uomo.
Sua moglie Clara Immerwahr disapprovava il suo ingegno, dicendo che era una "perversione della scienza". Il 2 maggio, pochi giorni dopo il primo uso di gas velenosi, Immerwahr si sparò con la rivoltella di servizio di Haber nel giardino di casa, in segno di protesta contro le attività del marito, la mattina dopo la celebrazione della vittoria di Ypres. Haber non andò al suo funerale. Dopo la prima guerra mondiale, Haber fu incriminato come criminale di guerra a causa della violazione delle convenzioni dell'Aja e fuggì temporaneamente in Svizzera. Si occupò anche delle reazioni di combustione, della separazione dell'oro dall'acqua di mare e di elettrochimica.
Nel periodo fra le due guerre mondiali Haber si interessò di insetticidi e mise a punto il procedimento per la sintesi dell'acido cianidrico, denominato commercialmente Zyklon B, che era destinato in origine alla disinfestazione di pidocchi e altri parassiti e che fu poi utilizzato per uccidere i prigionieri dei campi di sterminio nazisti. La maggior parte del suo lavoro ebbe luogo fra il 1911 e 1933 presso l'Istituto di Fisica e Elettrochimica della Società Kaiser Wilhelm di Berlino, ma, poiché di famiglia ebrea, fu costretto alle dimissioni quando i nazisti promulgarono le prime leggi razziali nell'ambito della politica razziale e antisemita.
Max Planck tentò inutilmente di salvare la carriera di Haber in un incontro diretto che riuscì a ottenere con lo stesso Hitler. In tale incontro Planck rammentò al Führer i grandi meriti che le scoperte di Haber avevano procurato all'apparato militare tedesco durante la prima guerra mondiale, ma Hitler si adirò e Planck fu costretto a tacere. Fu in tale occasione che Hitler pronunciò la famosa frase: "Se la scienza non può fare a meno degli ebrei, noi in pochi anni faremo a meno della scienza". Fritz Haber dovette emigrare in Gran Bretagna, dove trovò un incarico presso l'Università di Cambridge. Nel 1934 decise di trasferirsi nel protettorato Inglese di Palestina nella cittadina di Rehovot (ora parte del territorio di Israele), ma morì durante il viaggio per un attacco cardiaco in un albergo di Basilea. Nel 1953 l'Istituto di Fisica ed Elettrochimica ricevette il nome di "Istituto Fritz Haber", divenuto poi parte della Società Max Planck.
Fu sepolto nel cimitero di Hörnli, a Riehen.

## Pubblicazioni
- Grundriss der technischen Elektrochemie auf theoretischer Grundlage, R. Oldenburg, München, 1898.
- Thermodynamik technischer Gasreaktionen, R. Oldenburg, München, 1905.
- Thermodynamics of technical gas-reactions: seven lectures, Londra, Longmans, Green and co., 1908.
- Aus Luft durch Kohle zum Stickstoffdünger, zu Brot und reichlicher Nahrung, con E. Ramm, N. Caro, R. Oldenburg, München, 1920.
- Fünf Vorträge aus den Jahren 1920–1923, J. Springer, Berlin, 1924. Nuova edizione sotto il titolo: Die Chemie im Kriege – Fünf Vorträge (1920–1923) über Giftgas, Sprengstoff und Kunstdünger im Ersten Weltkrieg. Comino, Berlin 2020, ISBN 978-3-945831-26-7.
- Aus Leben und Beruf. Aufsätze, Reden, Vorträge, J. Springer, Berlin, 1927.

## Nei media
Il personaggio di Heinrich Beck, interpretato da Bruno Ganz nella miniserie Padri e figli, è vagamente ispirato alle vicende di Fritz Haber.
Il gruppo musicale heavy metal Sabaton ha pubblicato nel 2022 un brano intitolato "Father", che parla di Fritz Haber e delle implicazioni del processo Haber-Bosch e dei gas tossici.